# Creu de terme de la Culla
La Creu de terme de la Culla és una obra del municipi de Manresa (Bages) inclosa en l'Inventari del Patrimoni Arquitectònic de Catalunya.

## Descripció
És una creu de terme, d'estil gòtic, col·locada a sobre d'un alt sòcol i d'un basament, que consta de dos esglaons de pedra. El sòcol presenta dues parts ben diferenciades: a la primera, es pot veure en una de les cares la figura de sagitari i a les altres uns coixinets; a la segona part, dins d'uns requadres hi ha motius decoratius gòtics. El fust, de 3,18 m, és de formigó amb una base quadrada, mentre que la resta del fust és vuitavada. A la part superior hi ha un capitell historiat en el qual es representen vuit sants, en alt relleu i aixoplugats sota dosserets, que segons sembla representen a st. Miquel, sta. Agnès, st. Pere, sta. Llúcia, st. Blai, sta. Clara, st. Jaume i sta. Eulàlia; també hi apareix representada la Verge. Culmina el monument una creu treballada. L'estat de conservació és bo, atenent al fet que és totalment nova.

## Història
La Creu de la Culla està situada molt a prop del convent de Santa Clara, al peu de l'antic camí ral que anava des de Manresa fins a Barcelona.

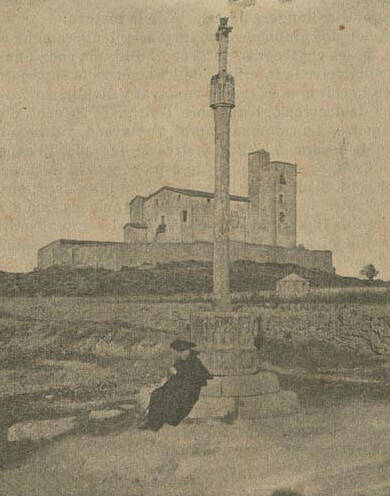
La creu en el seu emplaçament original

Sarret i Arbós diu en el seu llibre Les creus de pedra del terme de Manresa, que no es troba referència de la creu en els documents fins al s. XV. En el llibre on es recullen tots els actes de l'administració del Cambrer de la Seu s'hi ha trobat un contracte datat el 1415, en què Francesc Feliu i Joan Pere de la vila de Tremp es comprometen a tenir la creu acabada el 10 de maig d'aquell any. En el llibre Manifesto o capbreus, de l'arxiu notarial, consta que el 1425 Anton Bastardes confessà que posseeix un camp davant la creu de sta. Clara.
Aquesta creu de terme, com tantes altres creus de pedra, tenia la funció de marcar fins on arribava la jurisdicció de la ciutat i on començava la del veguer o representant del rei.
La creu va ser en el seu lloc original fins al 1906, en què degut al seu estat ruïnós i amb la intenció de recuperar-la va caldre treure-la i portar-la al museu Municipal de Manresa.
En el mateix emplaçament, l'any 1925 se'n va aixecar una de nova. Però cinc anys després, el 1930, va ser destruïda i restaurada de nou. Un cop restablerta, va tornar a ser profanada l'any 1936, i va seguir una llarga decadència fins a la total destrucció el 1969.
El 10 de maig de 1987 es va inaugurar una nova creu de la culla rèplica de la que hi havia.

## Verdaguer i la Creu de la Culla
L'any 1901 Jacint Verdaguer, inspirat per una rondalla manresana, va immortalitzar per a la literatura aquesta creu al escriure el poema La Creu de la Culla.
Fill ets, pare seràs
tal faràs, tal trobaràs.
Un manresà del Castell,
que en passava gran penúria,
tenia el pare malalt
i a l'hospital se l'enduia.
Duent-se’l a collibè,
a reposar-ne s'atura
en un dels tres escalons
que hi ha a la Creu de la Culla.
Lo vellet fa un gran sospir.
-Pare meu, què us dona angúnia?
-Me dona angúnia el pensar
que, quan jo a mon pare duia
a l'Hospital del Remei,
fa a prop de mitja centúria,
aquí també reposí
sota la Creu de la Culla.
-Doncs, tornem’s-en, pare meu:
si vostra neulia dura,
jo captaré pel veïnat
i serà lo que Déu vulla.
L'any 1996 commemorant, tot i que amb retard, els 150 anys del naixement de Verdaguer, l'ajuntament de Manresa va fer col·locar al mur de l'hort de la Culla que fa cantonada amb el camí que duu a l'hospital de Sant Joan de Déu, una majòlica amb els versos que mossèn Cinto va escriure.